# Cité de Trévise
Cité de Trévise är en gata i Quartier du Faubourg-Montmartre i Paris nionde arrondissement. Gatan är uppkallad efter Édouard Mortier, duc de Trévise (1768–1835), marskalk av Frankrike. Cité de Trévise börjar vid Rue Richer 14–18 och slutar vid Rue Blueu 7.
I mitten av Cité de Trévise finns ett litet torg med träd och grönska samt Fontaine de Trévise.

## Omgivningar
- Saint-Eugène-Sainte-Cécile
- Notre-Dame de Bonne-Nouvelle
- Saint-Laurent
- Conservatoire national supérieur de musique et de danse de Paris
- Boulevard de Bonne-Nouvelle
- Rue des Petites-Écuries
- Cour des Petites-Écuries
- Passage des Petites-Écuries
- Rue d'Enghien
- Rue Gabriel-Laumain
- Cité Paradis
- Rue Ambroise-Thomas

## Bilder
| - Fontaine de Trévise. - Cité de Trévise 2. - Gatuskylt. - Saint-Eugène-Sainte-Cécile. - Notre-Dame-de-Bonne-Nouvelle. |

## Kommunikationer
- Tunnelbana – linjerna   – Bonne-Nouvelle
- Tunnelbana – linje  – Cadet
- Tunnelbana – linje  – Poissonnière
- Busshållplats Petites-Écuries – Paris bussnät, linje 39

### Webbkällor
- ”Cité de Trévise”. Mairie de Paris. https://web.archive.org/web/20160303191321/http://www.v2asp.paris.fr/commun/v2asp/v2/nomenclature_voies/Voieactu/9433.nom.htm. Läst 1 december 2023.
- ”Cité de Trévise (9ème arrondissement)”. Les rues de Paris. https://web.archive.org/web/20160406081223/http://www.parisrues.com/rues09/paris-09-cite-de-trevise.html. Läst 1 december 2023.